# Lawrence Dundas, I marchese di Zetland
Lawrence Dundas, I marchese di Zetland (Londra, 16 agosto 1844 – Yorkshire, 11 marzo 1929) è stato un politico, scrittore e storico britannico.

## Biografia

### Infanzia e studi

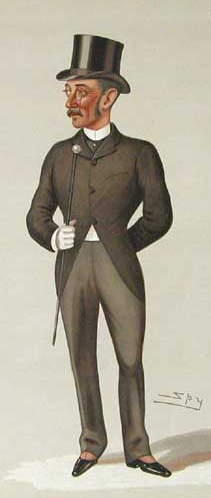

Lawrence Dundas era il primogenito di John Charles Dundas, figlio cadetto di Lawrence Dundas, I conte di Zetland; sua madre Margaret Matilda era figlia di James Talbit; ricevette un'accurata educazione nelle migliori scuole britanniche e si laureò al Trinity College (Cambridge); fu da sempre un appassionato di storia e letteratura medievali, in particolare dell'Europa centro-orientale; svolse il servizio militare come commissario militare, Cornet, presso le Royal Horse Guards, uno dei più prestigiosi corpi militari britannici con il grado di tenente.

### Carriera Politica
Lawrence si inoltrò giovanissimo nella vita politica inglese: nel 1872 fu eletto membro della Camera dei Comuni per il collegio di Richmond, nel North Yorkshire e nello stesso anno succedette a suo nonno come conte di Zetland (il padre era morto nel 1855 durante la Guerra di Crimea). Fu Lord-in-Waiting dal maggio al settembre 1880 e allora passò dal Partito Liberale al Partito Conservatore. Dal 30 luglio 1889 al 18 agosto 1892 fu Lord Luogotenente d'Irlanda divenendo estremamente popolare persino tra gli irlandesi per il suo interesse alle tradizioni storiche di quel popolo. Dal 1889 al 1892 fu membro del Consiglio Privato di Sua Maestà con la raccomandazione del Primo Ministro Robert Gascoyne-Cecil, III marchese di Salisbury, e fu anche creato Conte di Ronaldshay e poi Marchese di Zetland, titolo con il quale si fece poi chiamare.
Dal 1890 Lord Zetland fu aldermanno del North Riding e Mayor di Richmond; nel 1900 fu creato cavaliere dell'Ordine del Cardo, una delle più alte onorificenze britanniche.
Dal 1902 lasciò la carriera politica e si dedicò allo studio delle tradizioni storiche dell'Europa centro-orientale, che da sempre lo avevano interessato. Passò molto tempo in Germania e divenne intimo amico del kaiser Guglielmo II. A causa delle sue tendenze filo-tedesche e filo-austriache Lord Zetland risultò meno gradito nel suo paese, ma la sua popolarità crebbe in Germania ed in Austria. Nel 1907 Guglielmo II lo creò cavaliere dell'Ordine dell'Aquila Rossa a causa del successo avuto dall'opera letteraria riguardante la storia del Casato di Hohenzollern da lui scritta. Fu in questo periodo infatti che egli pubblicò alcune delle sue più importanti opere letterarie.
Come suo nonno Lord Zetland fu frammassone e fu Gran Maestro provinciale nel Nord e nell'Est Riding dello Yorkshire dal 1874 al 1923; inoltre fu uno sportivo entusiasta e per trentacinque anni fu Master of the Zetland Hunt, una delle più celebri gare di corsa per cani.
A causa dei suoi sentimenti filo-tedeschi (vedeva negli Imperi Centrali la reincarnazione degli ideali monarchici in contrapposizione ai "rivoluzionari" della Triplice intesa) rischiò di perdere i suoi titoli nobiliari ma ciò non avvenne grazie all'intervento del figlio. Dopo la prima guerra mondiale trascorse ancora molto tempo in Germania per mostrare la sua solidarietà ai monarchici e a Guglielmo II; successivamente lavorò in Austria per il ritorno degli Asburgo, senza successo. Passò l'ultima parte della sua vita in Gran Bretagna e tra il 1923 e il 1927 fu autore di interessanti saggi di storia musicale, principalmente sugli inni nazionali europei.  Morì nella sua casa di Aske Hall nello Yorkshire l'11 marzo 1929.

### Famiglia
Nel 1871 aveva sposato Lady Lilian figlia di Richard Lumley, IX conte di Scarborough; come marchese di Zetland gli succedette il suo primogenito Lawrence Dundas, II marchese di Zetland.

## Opere
Fra le principali opere di Lawrence Dundas si possono citare Il Conte von Gemmingen, Il dono dell'Imperatore ed Il Castello dei Re.
Particolarmente apprezzata in Germania ed in Austria fu la Storia del Casato di Hohenzollern e delle sue branche minori che risultò molto interessante ed uno dei migliori testi sulla famiglia Hohenzollern: fu anche per questo che, come già è stato detto, nel 1907 Guglielmo II lo creò cavaliere dell'Ordine dell'Aquila Rossa.
Lord Zetland fu però molto apprezzato come scrittore: nei suoi libri si avverte l'imminenza della fine del mondo dorato dell'aristocrazia, della nobiltà europea, delle antiche tradizioni monarchiche alle quali era stato sempre fedele e sono scritti con uno stile malinconico e decadente.